# Куршська мова
Куршська мова (латв. kuršu valoda, лит. kuršių kalba) — мертва мова балтійського племені куршів. Була поширена в прибалтійському регіоні Курляндія, на території сучасних Латвії та Литви. В 17 столітті повністю витіснена латвійською та литовською мовами.

## Класифікація
Балтійські мови поділяються на дві гілки: західні та східні балтійські мови. Сьогодні лише східні (латиська і литовська) існують у розмовній формі, останньою із західних балтійських мов зникла давньопруська, переставши бути розмовною наприкінці 16 століття. Балтійські мови вважаються чи не найархаїчнішими з-поміж індоєвропейських мов.
Куршська мова належить до західнобалтійських мов, разом з пруською, ятвязькою та іншими мертвими мовами цієї групи.

## Історія
У V–XVI століттях курші населяли на південно-східному узбережжі Балтійського моря, на території Західних Латвії та Литви, а також на крайній півночі Калінінградської області (в стародавній Скаловії), і дала назву Курляндії (Курземе).
Куршська мова залишила слід у гідронімах і топонімах Курляндії. Саме звідси лінгвісти черпають знання про цю мову. Найбільш близькими згідно досліджень до куршської мови були пруська та ятвязька. Можливо повпливала на курснієкське наріччя латвійської мови.